# Popular Electronics
Popular Electronics – popularny magazyn techniczny publikowany w USA w latach 1954–2003 przez Gernsback Publications. W ostatnich latach działalności nosił tytuł "Poptronics", który ciągle funkcjonuje w postaci witryny internetowej.
Popular Electronics zaczynał jako pismo dla miłośników radia amatorskiego, ale jako pierwszy wkroczył na teren komputerów osobistych. Jednym z kamieni milowych był w nim artykuł (styczeń 1975) popularyzujący komputer Altair 8800, zaprojektowany przez firmę MITS i uważany za pierwszy komputer osobisty.